# Phaonia latistriata
Phaonia latistriata är en tvåvingeart som beskrevs av Deng och Feng 1998. Phaonia latistriata ingår i släktet Phaonia och familjen husflugor. Inga underarter finns listade i Catalogue of Life.